# تأمين صحي وطني
التأمين الصحي الوطني (بالإنجليزية: National health insurance)‏، يسمى أحيانًا التأمين الصحي القانوني (بالإنجليزية: statutory health insurance)‏، هو نظام للتأمين الصحي يؤمن للمواطنين ضد تكاليف الرعاية الصحية. قد تدار من قبل القطاع العام أو القطاع الخاص أو مزيج من الاثنين معا. تختلف آليات التمويل باختلاف البرنامج والبلد المعينين. لا يساوي التأمين الصحي الوطني أو القانوني الرعاية الصحية التي تديرها الحكومة أو التي تمولها الحكومة، ولكن يتم إنشاؤه عادةً بموجب التشريع الوطني. في بعض البلدان، مثل نظام الرعاية الصحية في أستراليا، وهيئة الخدمات الصحية الوطنية في المملكة المتحدة وخدمة التأمين الصحي الوطنية في كوريا الجنوبية، يتم تقديم المساهمات في النظام عن طريق الضرائب العامة، وبالتالي فهي ليست اختيارية على الرغم من استخدام النظام الصحي الذي يموله. من الناحية العملية، ينضم إليه معظم الأشخاص الذين يدفعون مقابل التأمين. عندما يتضمن التأمين اختيارًا من عدة صناديق تأمين، فقد تختلف معدلات المساهمات ويتعين على الشخص اختيار صندوق التأمين الذي ينتمي إليه.

## تاريخ
تمتلك ألمانيا أقدم نظام تأمين صحي اجتماعي وطني في العالم، تعود أصوله إلى قانون التأمين الصحي لأوتو فون بسمارك لعام 1883. في بريطانيا، تضمن قانون التأمين الوطني لعام 1911 التأمين الصحي الاجتماعي الوطني للرعاية الأولية (ليس رعاية متخصصة أو رعاية طبية)، مبدئيًا لنحو ثلث السكان - العاملين بأجر من الطبقة العاملة، ولكن ليس من يعولهم. استمر نظام التأمين الصحي هذا ساري المفعول حتى إنشاء هيئة الخدمات الصحية الوطنية في عام 1948 التي أوجدت خدمة شاملة، ممولة من الضرائب العامة وليس على أساس التأمين، وتوفير الخدمات الصحية لجميع المقيمين القانونيين.

## أنواع البرامج
تختلف برامج التأمين الصحي الوطني من حيث كيفية تحصيل الاشتراكات وكيفية تقديم الخدمات. في بلدان مثل كندا، يتم الدفع من قبل الحكومة مباشرة من عائدات الضرائب وهذا ما يعرف بالرعاية الصحية للدافع الفردي. قد يتم توفير الخدمات إما من خلال مقدمي الرعاية الصحية المملوكين للقطاع العام أو القطاع الخاص. في فرنسا، يتم إجراء نظام مماثل للمساهمات الإجبارية، ولكن تتم إدارة التحصيل من قبل منظمات غير ربحية تم إنشاؤها لهذا الغرض.
نهج التمويل البديل هو حيث تنفذ البلدان التأمين الصحي الوطني من خلال التشريعات التي تتطلب مساهمات إلزامية في صناديق التأمين المتنافسة. يجب أن توفر هذه الصناديق (التي قد تدار من قبل الهيئات العامة أو الشركات الخاصة الهادفة للربح أو الشركات الخاصة غير الهادفة للربح) الحد الأدنى من معايير التغطية ولا يُسمح لها بالتمييز بين المرضى من خلال فرض أسعار مختلفة وفقًا للعمر والمهنة، أو الحالة الصحية السابقة (الحالات الطبية الموجودة مسبقًا). لحماية مصالح كل من المرضى وشركات التأمين، تقوم الحكومة بإنشاء مجمع توازن لتوزيع المخاطر بين الصناديق المختلفة. قد تساهم الحكومة أيضًا في مجمع التوازن كشكل من أشكال دعم الرعاية الصحية. هذا هو النموذج المستخدم في هولندا.
في بلدان أخرى يتم التمويل إلى حد كبير من مساهمات أرباب العمل والموظفين في صناديق المرض. مع هذه البرامج، لا تأتي الأموال من الحكومة ولا المدفوعات الخاصة المباشرة. يعمل هذا النظام في دول مثل ألمانيا وبلجيكا. عادة ما تكون هذه الصناديق مؤسسات غير ربحية تعمل فقط لصالح أعضائها. تتميز هذه الأنظمة بمزيج من ثلاثة مصادر للأموال بدرجات متفاوتة: مساهمات خاصة، ومساهمات صاحب العمل والموظف، والضرائب الوطنية/دون الوطنية.
بالإضافة إلى التكاليف الطبية المباشرة، توفر بعض خطط التأمين الوطنية أيضًا تعويضًا عن فقدان العمل بسبب اعتلال الصحة، أو قد تكون جزءًا من خطط تأمين اجتماعي أوسع تغطي أشياء مثل المعاشات التقاعدية والبطالة وإعادة التدريب المهني والدعم المالي للطلاب.
تتمتع المخططات الوطنية بميزة تتمثل في أن مجموعة المساهمين أو تجمعاتهم تميل إلى أن تكون واسعة وتعكس السكان الوطنيين. تميل تكاليف الرعاية الصحية إلى الارتفاع في أقصى درجات العمر والأحداث المحددة الأخرى في الحياة، مثل أثناء الحمل والولادة. في خطة الرعاية الصحية الوطنية، يتم تغطية هذه التكاليف من خلال المساهمات المقدمة إلى المجمع على مدى حياة الفرد. وهذا يختلف عن أنظمة التأمين الخاصة ذات معدلات الاشتراك التي تختلف من سنة إلى أخرى، حسب المخاطر الصحية مثل العمر، والتاريخ العائلي، والأمراض السابقة، ونسب الطول/الوزن. نتيجة لذلك، يميل بعض الناس إلى دفع المزيد مقابل تأمينهم الصحي عندما يمرضون أو يكونون أقل قدرة على تحمله. هذه المشاكل غير موجودة في خطط التأمين الصحي الوطنية.

## البرامج
- آساندا - جزر المالديف
- الرعاية الصحية في الأرجنتين
- الرعاية الصحية في أستراليا - ميديكير
- الرعاية الصحية في بلجيكا - التأمين ضد المرض والعجز
- الرعاية الصحية في كندا
- الرعاية الصحية في كولومبيا - القانون 100 - نظام التأمين الصحي الوطني: المساهمات مقابل التغطية المدعومة (NHIS)
- الرعاية الصحية في فرنسا
- الرعاية الصحية في ألمانيا
- الرعاية الصحية في غانا - مخطط التأمين الصحي الوطني (NHIS)
- الرعاية الصحية في إسرائيل
- الرعاية الصحية في إيطاليا - خدمة الصحة الوطنية (SSN)
- الرعاية الصحية في الهند - التأمين الحكومي للموظفين، (Ayushman Bharat Yojana) يتم توفير التأمين للآخرين من خلال صاحب العمل.
- الرعاية الصحية في اليابان - يمكن للأشخاص الذين ليس لديهم تأمين من خلال أصحاب العمل المشاركة في برنامج التأمين الصحي الوطني الذي تديره الحكومات المحلية.
- الرعاية الصحية في نيجيريا - مخطط التأمين الصحي الوطني (NHIS)
- الرعاية الصحية في هولندا
- الرعاية الصحية في الفلبين - برنامج التأمين الصحي الاجتماعي، وهو برنامج رعاية صحية لتجميع الموارد وتقاسم المخاطر يوفر تمويلًا جيدًا للرعاية الصحية ليس فقط للموظفين ولكن للمرضى وكبار السن والمعوزين أيضًا
- الرعاية الصحية في بولندا
- الرعاية الصحية في كوريا الجنوبية
- الرعاية الصحية في سويسرا - يغطي التأمين الصحي الإجباري مجموعة من العلاجات المنصوص عليها بالتفصيل في القانون الفيدرالي.
- الرعاية الصحية في تايوان - التأمين الصحي الوطني (NHI)
- الرعاية الصحية في المملكة المتحدة - التأمين الوطني

## للاستزادة
- Nicholas Laham: Why the United States lacks a national health insurance program, Westport, Conn. [u.a.] : Greenwood Press, 1993
- Barona, B., Plaza, B., and Hearst, N. (2001) Managed Competition for the poor or poorly managed: Lessons from the Colombian health reform experience. Oxford University Press
- Ronald L. Numbers (ed.): Compulsory Health Insurance: The Continuing American Debate, Westport, Conn. : Greenwood Press, 1982.
- Saltman, R.B., Busse, R. and Figueras, J. (2004) Social health insurance systems in western Europe, Berkshire/New York: Open University Press/McGraw-Hill. (ردمك 0-335-21363-4)
- Saltman, R.B. and Dubois, H.F.W. (2004) Individual incentive schemes in social health insurance systems, 10(2): 21-25. Full text
- Van de Ven, W.P.M.M., Beck, K., Buchner, F. et al. (2003) Risk adjustment and risk selection on the sickness fund market in five European countries, Health Policy, 65(1=: 75-98.
- Saltman, R.B. and Dubois, H.F.W. (2005) Current reform proposals in social health insurance countries, Eurohealth, 11(1): 10-14. Full text

## روابط خارجية
- الرعاية الصحية لأمريكا الآن! . مجموعة مناصرة تدعم خيار التأمين الصحي العام للرعاية الصحية الشاملة.
- قضايا وموارد الرعاية الصحية موقع باراك أوباما
- موقع ويب مجلة طبيب الأسرة إيجابيات وسلبيات المناظرة الصحية